# Philip Baker
Philip Baker (1880 - c. maig de 1932) va ser un jugador d'escacs irlandès. Va guanyar el campionat irlandès d'escacs quatre cops els anys 1924, 1927, 1928 i 1929.
Baker va néixer a Riga, Letònia, que llavors formava part de la Rússia Imperial, i era jueu. Comerciant de teles i fabricant de gorres de professió, va viure a Tralee, comtat de Kerry, abans de traslladar-se a Dublín.
Va ser campió de Leinster el 1922 i el 1926. El 1924 Baker va acabar primer als Jocs de Tailteann. Amb el Sackville Chess Club Baker va guanyar la Copa Armstrong el 1926 i el 1929.
Va morir a Rathmines, Dublín, el maig de 1932.